# EARTH BORN
『EARTH BORN』（アース・ボーン）は、SOFT BALLETのファーストアルバム。

## 収録曲
1. BODY TO BODY（森岡賢）
2. HOLOGRAM ROSE（藤井麻輝）
3. WITH YOU（森岡賢）
4. BORDER DAYS（森岡賢）
5. KO・KA・GE・NI（森岡賢）
6. L-MESS（藤井麻輝）
7. SPINDLE（藤井麻輝）
8. PASSING MOUNTAIN（森岡賢）
9. EARTH BORN（森岡賢）
10. BLACK ICE（藤井麻輝）

- 括弧内は作曲者。作詞者は全て遠藤遼一。編曲はM-5のみ藤井麻輝、その他はSOFT BALLET。

## 関連シングル
「BODY TO BODY」（ボディ・トゥ・ボディ）は、日本のバンドであるSOFT BALLETのメジャーレーベルでのファースト・シングル。
1989年9月25日にアルファレコードよりリリースされた。
アルバム『EARTH BORN』からのシングルカット。

### 収録曲
1. BODY TO BODY
  - 作詞：遠藤遼一、作曲:森岡賢
2. KO・KA・GE・NI
  - 作詞：遠藤遼一、作曲:森岡賢、編曲：藤井麻輝
3. BODY TO BODY -CLUB MIX-

## 参加ミュージシャン
- 遠藤遼一 - ヴォーカル
- 森岡賢 - ヴォーカル、コンピュータ・プログラミング、シンセサイザー、ピアノ
- 藤井麻輝 - ヴォイス、コンピュータ・プログラミング、シンセサイザー

### ゲスト
- 寺谷誠一 - ハイハットとシンバル（4）
- WHACHO - パーカッション（4）